# Tamás Märcz
Tamás Märcz (Budapeste, 17 de julho de 1974) é um jogador de polo aquático húngaro, campeão olímpico.

## Carreira
Tamás Märcz fez parte do elenco campeão olímpico de 2000.